# Parrya
Parrya är ett släkte av korsblommiga växter. Parrya ingår i familjen korsblommiga växter.

## Bildgalleri

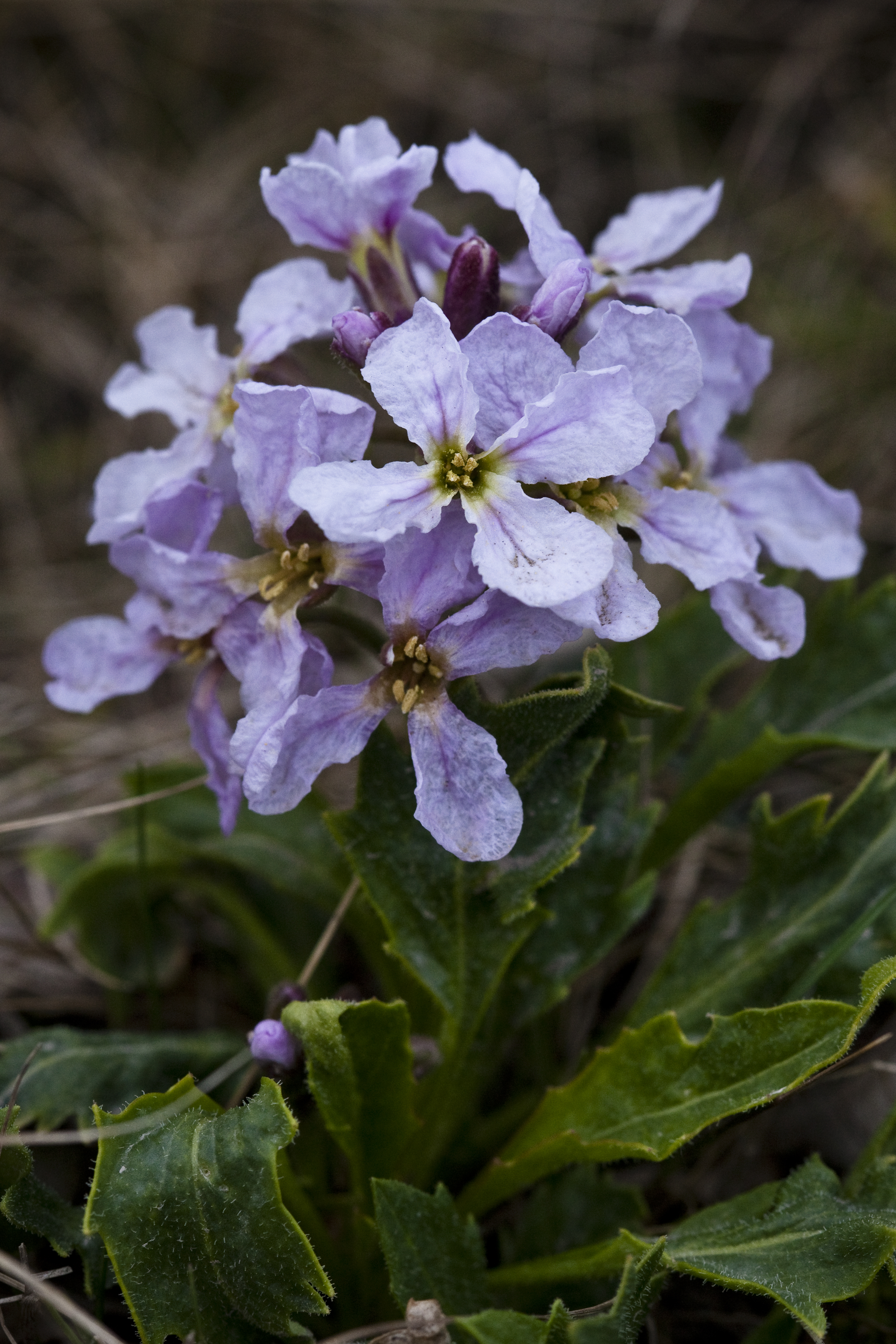

## Dottertaxa tillParrya, i alfabetisk ordning[1]
- Parrya alba
- Parrya albida
- Parrya angrenica
- Parrya arctica
- Parrya asperrima
- Parrya australis
- Parrya beketovii
- Parrya darvazica
- Parrya fruticulosa
- Parrya korovinii
- Parrya kuramensis
- Parrya lancifolia
- Parrya longicarpa
- Parrya maidantalica
- Parrya minuta
- Parrya nauruaq
- Parrya nudicaulis
- Parrya nuratensis
- Parrya pavlovii
- Parrya pinnatifida
- Parrya popovii
- Parrya pulvinata
- Parrya runcinata
- Parrya rydbergii
- Parrya saposhnikovii
- Parrya saxifraga
- Parrya schugnana
- Parrya simulatrix
- Parrya stenocarpa
- Parrya stenoloma
- Parrya stenophylla
- Parrya subscapigera
- Parrya subsiliquosa
- Parrya tianschanica
- Parrya turkestanica
- Parrya villosula